# Velodrom Prostějov

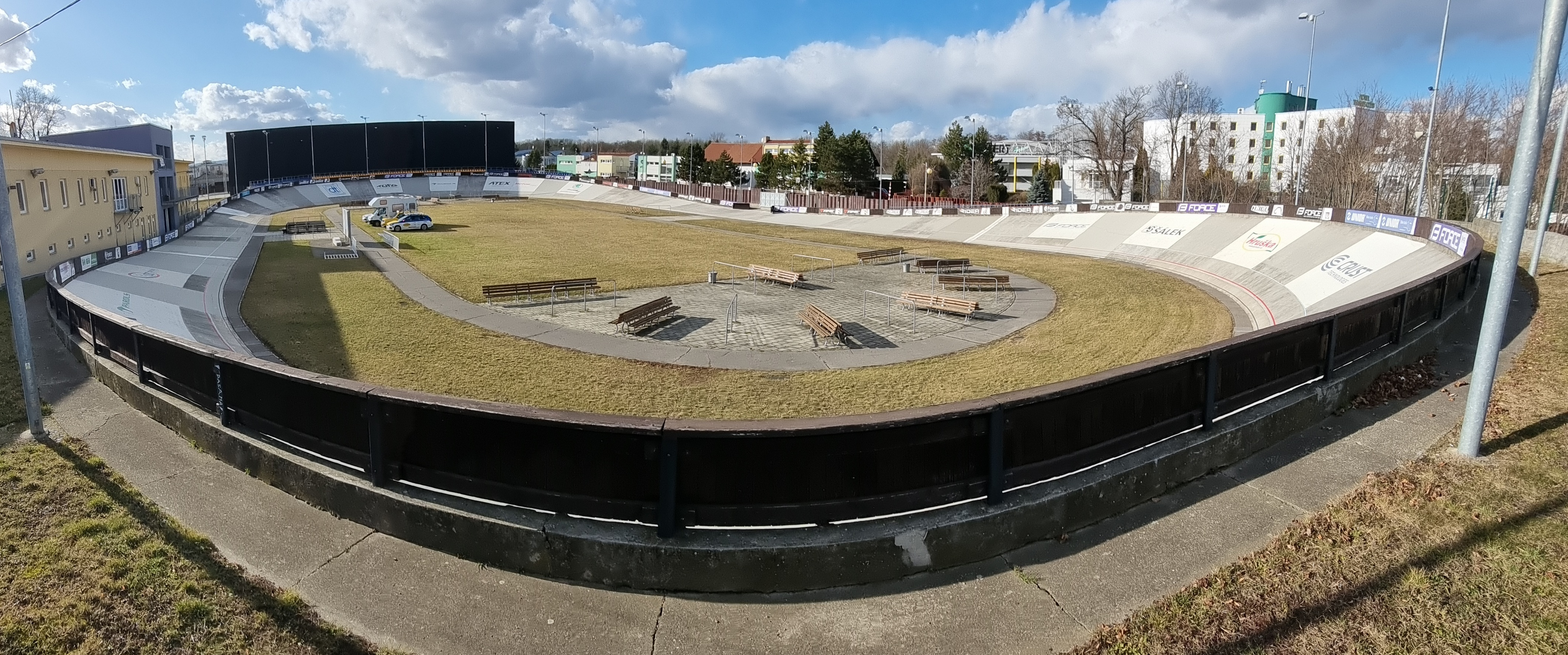
Außenansicht des Velodrom Prostějov

Das Velodrom Prostějov ist eine Radrennbahn im tschechischen Prostějov.

## Geschichte und Beschreibung
Mit dem Bau des Velodroms wurde Anfang der 1960er Jahre begonnen, die offizielle Eröffnung erfolgte 1967 im Rahmen eines Länderwettkampfes zwischen den Junioren-Nationalmannschaften der damaligen Tschechoslowakei und Sowjetunion.  
Das Velodrom ist die Heimbahn des Sportovní klub cyklistů (SKC) Prostějov, zu dem unter anderem auch das UCI Continental Team Tufo-Pardus Prostějov gehört. Es ist regelmäßiger Austragungsort der nationalen Meisterschaften in Tschechien. Jährlich findet der Grand Prix Prostějov–Memoriál Otmara Malečka statt, der auch im Rennkalender der UCI steht.
Das Velodrom Prostějov ist eine Freiluftbahn ohne Überdachung. Die Bahn selbst ist aus Beton und hat eine Länge von 301 Metern.